# CA Banfield
Der Club Atlético Banfield ist ein argentinischer Fußballverein aus Banfield, einem Vorort der Hauptstadt in der Provinz Buenos Aires.

## Geschichte

### Clubgründung
Der Club Atlético Banfield ist einer der ältesten argentinischen Fußballclubs. In den 1880er Jahren siedelten sich zahlreiche englischstämmige Familien im Bereich südlich von Buenos Aires an. Diese Familien sorgten dafür, dass der Vorort nach britischem Vorbild entstand. Am 21. Januar 1896 entschloss sich eine Gruppe von ortsansässigen Geschäftsleuten mit englischer Abstammung einen Sportclub zu gründen. Der Name Banfield stammt vom gleichnamigen Vorort, der nach dem Eisenbahner Edward Banfield benannt ist. An der Spitze der Gründungsmitglieder standen Daniel Kingsland und George Burton, welche Präsident und Vizepräsident wurden. Das erste offizielle Spiel war ein Cricketspiel am 26. Januar 1896, da es der Lieblingssport von Präsident Kingsland war.

### Amateure (Erste Jahre)
Unter Kingsland lag das Hauptaugenmerk des Vereins auf dem Cricket, der Fußball stand hinten an, was sich auch in den Resultaten bemerkbar machte. Als 1899 Alfredo Goode, ein begeisterter Fußballanhänger, Clubpräsident wurde, sollte sich dies allerdings ändern. Noch im selben Jahr gelang es Banfield die English High School de Alejandro Watson Hutton in der argentinischen Segunda División auf Rang 2 zu verweisen. Somit ist Banfield der einzige Club des argentinischen Fußballverbands, der im 19. Jahrhundert eine Meisterschaft gewonnen hat. Alle Spieler bis auf den Kapitän James Doods Watson, der in Buenos Aires geboren wurde und Argentinier war, kamen aus Großbritannien. Im Jahr 1900 konnte Banfield diesen Erfolg wiederholen, Aufstiege waren zu dieser Zeit jedoch nicht möglich. Von 1904 bis zu seinem Tode 1928 war George Burton Präsident von CA Banfield. Im Jahre 1908 konnte die erste Mannschaft, die in der argentinischen Tercera División vertreten war, die Liga souverän gewinnen. Durch diesen Erfolg stieg die Mannschaft in die Segunda División auf. Mit dieser Mannschaft kämpfte Banfield im Dezember 1910 im Halbfinale um den Aufstieg in die erste Liga gegen Racing Club, scheiterte jedoch nach einem 0:0 im Hinspiel durch ein 0:1 im Rückspiel. Das entscheidende Tor fiel erst in der Nachspielzeit der Partie.

### Amateure (bis zu den 1930ern)
Nach diesem Misserfolg wurde die gesamte Mannschaft rundum erneuert, was zum Abstieg 1911 führte. Im Jahre 1912 gelang der sofortige Wiederaufstieg als Meister in der Tercera División. Dank einer Umstrukturierung der ersten Liga durfte Banfield direkt in die Primera División einsteigen und es folgten 1913 und 1914 zwei gute Spielzeiten, doch als 1914 der Erste Weltkrieg anfing, verließen viele der britischen Spieler den Club, um in Europa zu kämpfen. 1917 verlor Banfield seinen Erstligaplatz, um zwei Jahre später in die argentinische Eliteliga zurückzukehren. Gerade erst aufgestiegen, konnte Banfield 1920 hinter den Boca Juniors die Vizemeisterschaft holen. Im Jahre 1921 gewann Banfield die Copa de Honor mit einem 2:1 gegen die Boca Juniors.

### Profiverein 1930er/1940er
Im Jahre 1931 entschlossen sich einige Clubs dazu den argentinischen Fußball zu professionalisieren. Auch Banfield wurde eingeladen in der neu gegründeten Profiliga zu spielen, jedoch entschlossen sich die Clubverantwortlichen dagegen, da dies ihrer Meinung nach den Sport zerstört hätte. Schon wenig später verließ fast die gesamte Mannschaft den Verein, um in der Profiliga zu spielen. Bis zur 1934 erfolgten Gründung des noch heute bestehenden Verbandes spielte der Verein in diversen Amateurligen. Anschließend wurde der Verein in die Segunda División zurückversetzt. Die Spielergebnisse wurden immer schlechter, es kamen nur noch wenige Hundert Fans zu den Spielen und schließlich folgte 1938 der Abstieg in die 3. Liga.
Ende des Jahres gelang es einer Gruppe von Clubmitgliedern den jungen Geschäftsmann Florencio Sola von einem Engagement zu überzeugen. Zu diesem Zeitpunkt stand der Club vor dem Aus (ohne Mitglieder und Mannschaft). Da sich ein anderer Zweitligist von der AFA gelöst hatte, erreichte Florencio Sola, dass Banfield in Liga 2 bleiben konnte. Anschließend stellte er eine Mannschaft zusammen, die hauptsächlich aus Ersatzspielern diverser Erstligisten bestand und die den Aufstieg in Liga 1 schaffte. Auch den Bau des neuen Stadions veranlasste Florencio Sola – dies ist auch einer der Gründe, weshalb es später seinen Namen erhielt. Für das Jahr 1941 wurden Banfield 16 Punkte abgezogen und so schaffte man erst am letzten Spieltag gegen Rosario Central den Klassenerhalt. Bis zum Jahre 1944 hielt man die Klasse, stieg dann jedoch ab. Im Jahre 1946 gelang die Rückkehr in die erste Liga mit einem Rekordspieljahr.
In der Saison 1947 gelang mit der Aufstiegsmannschaft der Klassenerhalt in der Liga. Das Team wurde 1949 siebter und 1950 zehnter. Im Jahre 1951 wurde man Tabellenerster, doch musste man trotz deutlichem Vorsprung gegen Racing Club antreten und verlor mit 0:0 und 0:1. Im folgenden Jahr wurde der Verein fünfter.

### Die 1950er bis 1980er Jahre

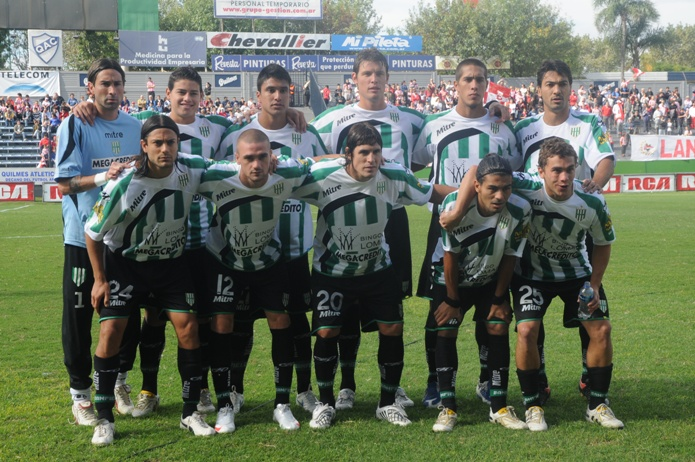
2010

Im Jahre 1954 stieg der Verein erneut in die Segunda División ab und entwickelte sich langsam, aber sicher zu einer Fahrstuhlmannschaft. Erst im Jahre 1962 konnte der Aufstieg in die Primera División erreicht werden. Bis 1972 war der Verein erstklassig.
Nach einem Jahr Pause kehrte der Verein in der Saison 1973 in die erste Liga zurück. Doch schon 1978 war es so weit und erneut musste man den Abstieg hinnehmen. Bis 1987 war der Verein neun Jahre zweitklassig, doch nach dem Aufstieg herrschte blankes Chaos im Club (u. a. löste das Trainerteam den Vertrag mit dem Club auf) und so stand schon wieder ein Abstieg an.

### Die letzten Jahre
In der Saison 1992/93 gelang nach sehr schwachen Jahren in der 2. Liga der erneute Aufstieg. Mehr oder weniger gut hielt sich Banfield in der Primera División, bis 1997 wie so oft der Abstieg anstand. In der Saison 2000/2001 erreichte Banfield den bisher letzten Aufstieg und konnte sich seitdem auch in der Primera División halten. Eine erfolgreiche Saison stand in der Clausura 2005 für Banfield an – der Club holte die Vizemeisterschaft. Auch konnte Banfield mehrfach international spielen.
2009 gelang Banfield im Torneo Apertura 2009 der vereinsgeschichtlich erste Meistertitel in der höchsten Spielklasse.
Ende Dezember 2011 unterzeichnete Jorge da Silva einen bis Dezember 2012 laufenden Vertrag als neuer Trainer bei Banfield. Er folgte damit Ricardo La Volpe nach, der sich schließlich, nach anfänglicher Drohung die ihm vertraglich auch weiterhin zugesicherte Position als Cheftrainer durchzusetzen, mit der Vereinsführung auf eine einvernehmliche Vertragsauflösung einigte. Jedoch währte da Silvas Zeit bei Banfield nur kurz, denn bereits am 27. Februar 2012 trat er von seinem Amt zurück, nachdem er bereits zuvor in der Presse als neuer Trainer Peñarols gehandelt wurde. Interimsweise leitete sodann Raúl Wensel das Training der Argentinier, bis am 9. März 2012 Eduardo Acevedo das Traineramt übernahm.

## Stadion

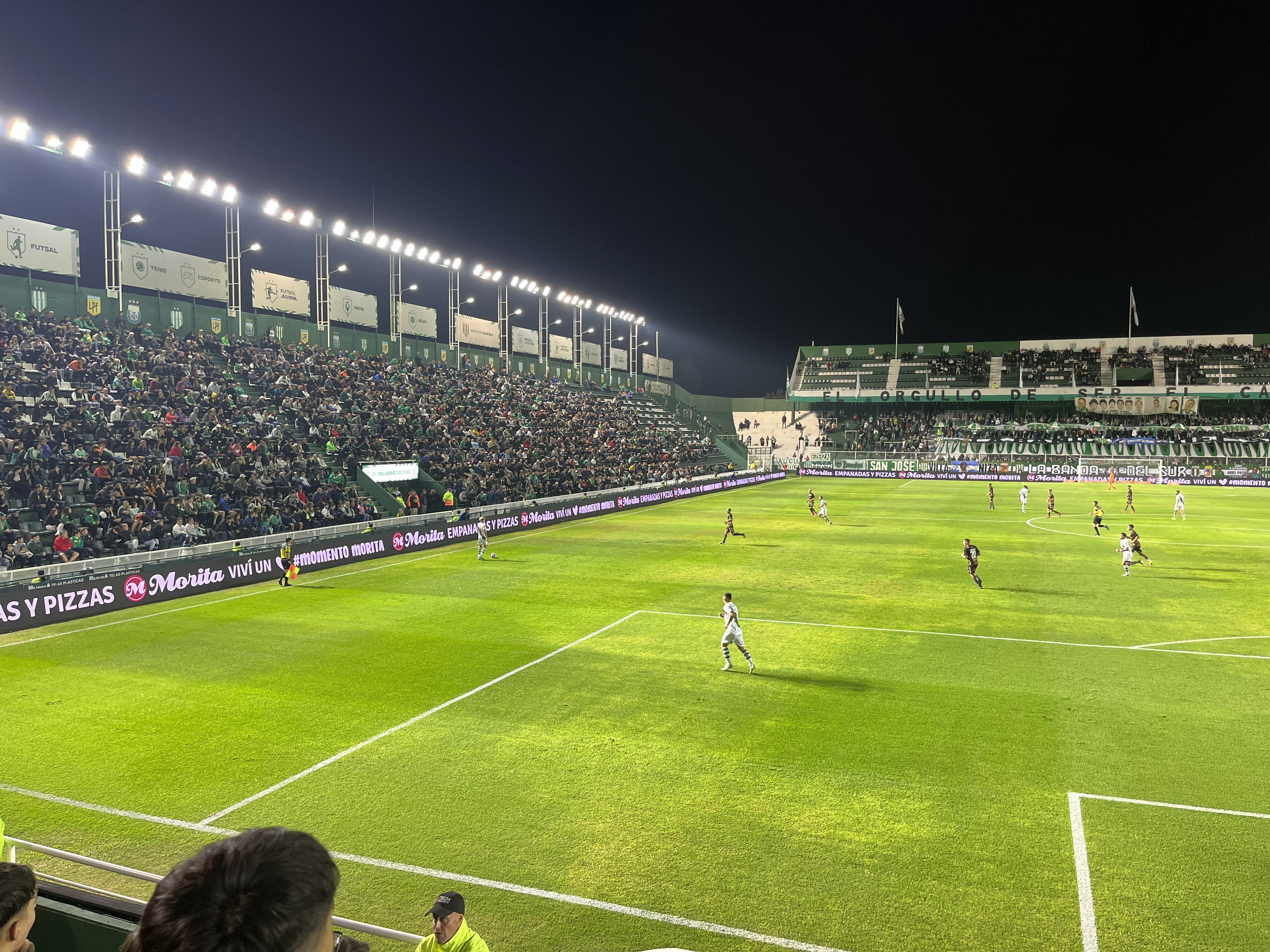
Das Estadio Florencio Sola im Frühjahr 2023.

Der CA Banfield spielt im Estadio Florencio Sola, Banfield, Buenos Aires. Das Stadion wurde 1940 erbaut. Namensgeber des Stadions ist der ehemalige Vereinspräsident Don Florencio "Lencho" Sola. Das Eröffnungsspiel fand zwischen Club Atlético Banfield und Independiente statt. Die Gäste gewannen mit 1:0 durch ein Tor von Arsenio Erico. Die Zuschauerkapazität liegt bei 34.901 Plätzen.

## Trikot
- Heimtrikot: Grün-weiß gestreiftes Trikot, schwarze Hose, schwarze Stutzen
- Auswärtstrikot: Orange-grün gestreiftes Trikot, orange Hose, grüne Stutzen

### Clubdaten
- Spielzeiten in Liga 1: 34
- Beste Position in Primera: 1. Platz Torneo Apertura 2009
- Schlechteste Position: 19. Platz
- Bester Torjäger: Gustavo Albella – 71 Tore
- Rekordspieler: Javier Sanguinetti – 243 Spiele
- Höchster Sieg: Banfield-Puerto Comercial 13:1 (6. Oktober 1974) (Höchster Sieg aller Zeiten in der ersten argentinischen Liga)
- Höchste Niederlage: Banfield-Estudiantes de La Plata 1:8 (1. Juni 1947)

## Erfolge
- Meister Torneo Apertura (1): 2009
- Meister Primera B Nacional (6): 1939, 1946, 1962, 1973, 1992/1993, 2000/2001
- Aufstieg in Primera División (7): 1939, 1946, 1962, 1973, 1986/1987, 1992/1993, 2000/2001

## Trainerhistorie
- bis Dezember 2011: Ricardo La Volpe
- Ende Dezember 2011 bis 27. Februar 2012: Jorge da Silva
- ab 27. Februar 2012 bis 9. März 2012: Raúl Wensel (interimsweise)
- ab 9. März 2012 bis ?: Eduardo Acevedo
- Juli 2012 bis März 2013: Daniel Garnero[7]